# Goera dandaka
Goera dandaka är en nattsländeart som beskrevs av Schmid 1991. Goera dandaka ingår i släktet Goera och familjen grusrörsnattsländor. Inga underarter finns listade i Catalogue of Life.